# ムハンマド・イヤズ＝ウル＝ハク
ムハンマド・イヤズ＝ウル＝ハク (ウルドゥー語: محمد اعجاز الحق、1952年2月20日 - ) は、パキスタンの政治家。パキスタン・ムスリム連盟ジア派党首。ムハンマド・ジア＝ウル＝ハクの息子にあたる。
第2次ナワーズ・シャリーフ内閣（1997年 - 1999年）下ではパキスタン在外パキスタン人・人材育成省大臣を、パルヴェーズ・ムシャラフ内閣（2004年 - 2007年）では宗教問題・宗教間調和省大臣、マイノリティ省大臣を務めた。
南イリノイ大学カーボンデール校卒業後、銀行家として働いた後、1988年に政界入りした。しかし、同年父であるムハンマド・ジア＝ウル＝ハクが事故死（ムハンマド・ジア＝ウル＝ハクの死）、ジアの独裁政権は終わりを告げる。
その後、1990年11月から1999年、2002年11月から2007年11月、2013年6月から2018年5月まで国民議会議員を務めた。

## 生い立ち
1952年2月20日、ペシャワールで生まれる。父親はムハンマド・ジア＝ウル＝ハク（ジャランダル生まれ）、母親はシャフィーク・ジア（ウガンダ生まれ）。
その後、アメリカ合衆国南イリノイ大学カーボンデール校に留学。経営学を学んだ。その後、バーレーンにあるバンク・オブ・アメリカ支店で銀行員として、1990年までの10年間働いた。

## 政界において
父ジア＝ウル＝ハクが事故死（ムハンマド・ジア＝ウル＝ハクの死）した1988年、イヤズは政界入りした。
イヤズは、1990年パキスタン総選挙で、選挙区「NA-39 Rawalpindi-IV」および「NA-72 Toba Tek Singh-II」から、イスラミ・ジャムホーリ・イッテハド（IJI）所属議員として初当選、パキスタン民主連盟（PDA）候補を破った。尚、2012年に最高裁判所は、1990年総選挙で選挙操作が行われたと宣言している。
イヤズはその後1993年パキスタン総選挙ではパキスタン・ムスリム連盟ナワーズ・シャリーフ派議所属議員として選挙区「NA-54 Rawalpindi-IV」でパキスタン人民党（PPP）候補を破り、再選した。
しかし、翌年1994年に同党所属議員らと共にヤイル・ラーワルピンディー収容所に収監される。
出所後、1997年パキスタン総選挙にパキスタン・ムスリム連盟ナワーズ・シャリーフ派議所属議員として出馬。選挙区「NA-54 Rawalpindi-IV」でPPP候補を破り勝利した。選挙後、パキスタン在外パキスタン人・人材育成省大臣に任命され、第2次ナワズ・シャリフ内閣（1997年 - 1999年）から、1999年パキスタンクーデターでシャリフ政権が打倒されるまで務めた。
その後ナワーズ・シャリーフと対立。独立し、パキスタン・ムスリム連盟ジア派を結成した。
2002年パキスタン総選挙にも出馬。選挙区「NA-191 Bahawalnagar-IV」にパキスタン・ムスリム連盟ジア派所属議員として出馬し、PPP候補を破り、3年ぶりに黒海入りとなった。
パキスタン・ムスリム連盟ジア派はパキスタン・ムスリム連盟カーイデ・アーザム派と連立政権を結成。パルヴェーズ・ムシャラフ内閣下で宗教問題・宗教間調和省大臣に任命される。
2008年パキスタン総選挙にもパキスタン・ムスリム連盟カーイデ・アーザム派支援議員として出馬。しかし、選挙区「NA-191 Bahawalnagar-IV」で敗北する。敗北により、イヤズは2008年、パキスタン・ムスリム連盟カーイデ・アーザム派との協力関係を打ち切る。
2012年、イヤズはパキスタン・ムスリム連盟ナワーズ・シャリーフ派に加入し、選挙区「NA-191 Bahawalnagar-IV」で勝負を行うと報じられた。しかし、結局2013年の総選挙になっても、イヤズはナワーズ・シャリーフ派に加盟しなかった。ただ、協力関係は結んだ。
2013年パキスタン総選挙にも、2挙区に出馬。選挙区「NA-190 Bahawalnagar-III」ではナワーズ・シャリーフ派に敗北、選挙区「NA-191 Bahahwalnagar-IV」では勝利し、再び国民議会入りする。
2018年パキスタン総選挙に出馬。選挙区「NA-163 Bahawalnagar-IV」で、ナワーズ・シャリーフ派の候補ヌールル・ハサン・タンヴィルと戦い、イヤズは72,461票を得たものの、結果敗れた。
2023年3月19日、イヤズはイムラン・カーン元首相およびパキスタン正義運動（PTI）議長と会談した。それに対して、パキスタン・ムスリム連盟ジア派をPTIに合併するのでは、そして、次の総選挙でイヤズはPTI所属議員として争うのではという噂が流れた。2023年5月29日、イヤズはPTIとジア派が合併するといった噂をすべて否定している。

## 執筆活動
イヤズは『Daily Jang』や『Dunya News』といったウルドゥー語の出版物に積極的に寄稿を行っている。

## 関連資料
- Sarfraz, Mehmal (2020年2月23日). “Ijaz-ul-Haq's 'explosive' allegations”. 2024年7月15日閲覧。